# Nelson Jobim
Nelson Azevedo Jobim GOMM (Santa Maria, RS, 12 de abril de 1946) é um professor, advogado, filósofo, jurista e político brasileiro. Foi presidente do Supremo Tribunal Federal (STF), ministro da Justiça e da Defesa e presidente do Tribunal Superior Eleitoral (TSE) durante os governos Fernando Henrique Cardoso, Lula e Dilma Rousseff. Pelo Rio Grande do Sul, foi deputado federal durante dois mandatos.
Em 2013, tornou-se diretor do Centro de Tecnologia e Sociedade da Fundação Getulio Vargas (FGV). Foi presidente do Conselho de Administração do BTG Pactual até 2022 e, atualmente, é responsável por Relações Institucionais e Políticas de Compliance do banco.

## Família
Nelson Jobim é o segundo filho do advogado e ex-deputado estadual do Rio Grande do Sul Hélvio Jobim e de Nami Azevedo Jobim. Seu avô paterno, o advogado Walter Jobim, militou na política do Rio Grande do Sul desde a década de 1920 e, em 1947, foi governador do Estado. Também é parente distante do músico Tom Jobim, tendo eles como ancestrais em comum o tenente português José Martins da Cruz Jobim (1758-1819), natural de Jovim e pai do médico de mesmo nome, e sua segunda esposa Anna Maria Pereira Vianna (1785-1837).

## Formação e trajetória profissional
Jobim obteve o diploma de bacharel em ciências jurídicas e sociais (1964-1968), na Faculdade de Direito da Universidade Federal do Rio Grande do Sul, em Porto Alegre.
Dedicou-se ao exercício da advocacia de 1969 a 1994, foi presidente da subseção da Ordem dos Advogados do Brasil em Santa Maria, no biênio 1977-1978, e vice-presidente da Ordem dos Advogados do Brasil, Seção do Rio Grande do Sul, no biênio 1985-1986. Também foi membro do Instituto dos Advogados do Rio Grande do Sul e do Instituto dos Advogados Brasileiros, sediado no Rio de Janeiro.

### Magistério
Professor Adjunto do Departamento de Direito da Universidade Federal de Santa Maria, em Direito Processual Civil, Introdução à Ciência do Direito e Filosofia do Direito. No magistério, foi professor da Escola Superior de Magistratura da Associação dos Juízes do Rio Grande do Sul, lecionando Direito Processual Civil, Introdução ao Direito e Filosofia do Direito (1980-1985). Também lecionou na Escola Superior do Ministério Público da Associação do Ministério Público do Rio Grande do Sul, até 1986. Atualmente, é professor-adjunto da Universidade de Brasília.

## Câmara dos Deputados

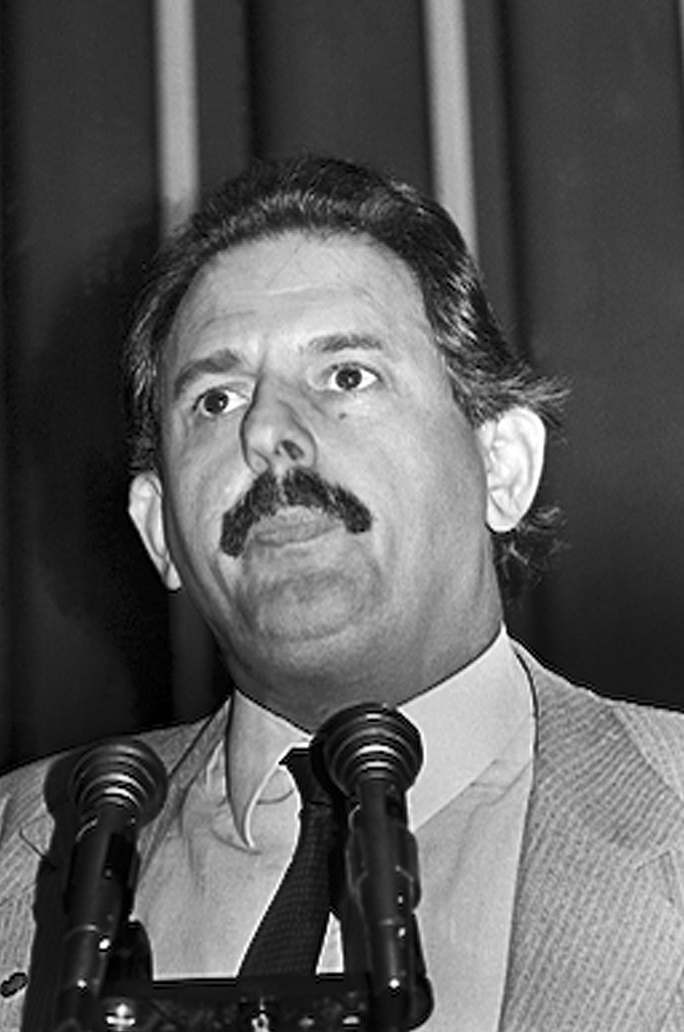
Jobim durante a Assembleia Nacional Constituinte.

Na política, foi deputado federal pelo Rio Grande do Sul, para a 48ª legislatura (1987-1991). Durante os trabalhos da Assembleia Nacional Constituinte, foi relator-substituto na elaboração do Regimento Interno da ANC; suplente da Subcomissão do Poder Legislativo; Suplente da Comissão de Organização dos Poderes e Sistema de Governo; membro titular da Comissão de Sistematização; relator-adjunto da Comissão de Sistematização. Exerceu as funções de vice-líder e, posteriormente, líder do Partido do Movimento Democrático Brasileiro (PMDB). Presidiu a Comissão de Constituição e Justiça e de Redação da Câmara dos Deputados, em 1989. Reeleito deputado federal para a 49ª legislatura (1991-1995), foi relator da Comissão de Reestruturação da Câmara dos Deputados (1991), relator da Comissão Especial relativa à denúncia contra o presidente da República, Fernando Collor (PRN), pela prática de crime de responsabilidade (1992), Relator da Revisão constitucional (1993-1994) e Relator do Estatuto da Advocacia e da Ordem dos Advogados do Brasil.

## Ministério da Justiça

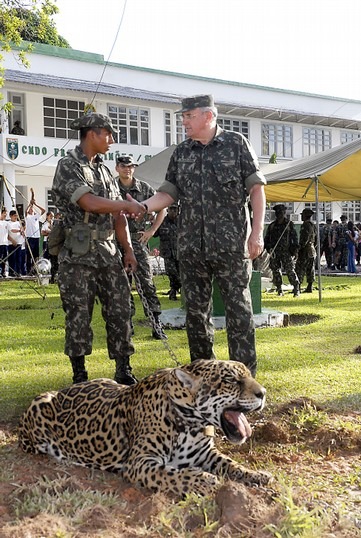
O ministro no batalhão de infantaria de selva em Tabatinga. A inspeção a postos de fronteira serviu como base para elaboração de plano estratégico de defesa nacional.

Exerceu o cargo de ministro da Justiça, de 1 de janeiro de 1995 a 7 de abril de 1997, no governo do presidente Fernando Henrique Cardoso (PSDB). À frente da pasta, destacaram-se algumas de suas missões oficiais: Chefe da Delegação Brasileira na Conferência Ministerial sobre Lavagem de Dinheiro e Produtos da Atividade Criminosa, realizada em Buenos Aires, Argentina, em 1º de dezembro de 1995; palestrante no Simpósio Internacional sobre Desenvolvimento Sustentável, Floresta Amazônica e o Papel do Direito, realizado na Universidade do Texas, EUA, em 29 de fevereiro de 1996; membro da Delegação Brasileira na 52ª Sessão da Comissão de Direitos Humanos da Organização das Nações Unidas (ONU), realizada em Genebra, Suíça, em 25 de março de 1996; Chefe da Delegação Brasileira na V Conferência dos Ministros da Justiça dos Países de Língua Oficial Portuguesa, realizada em Maputo, Moçambique, em 10 de maio de 1996; Chefe da Delegação Brasileira na III Reunião Ministerial Americana sobre Infância e Política Social, realizada em Santiago do Chile, em 8 de agosto de 1996; Integrante da Comitiva presidencial em viagem à República Italiana, ocasião em que foi firmado o Acordo para Combate às Drogas e ao Crime Organizado, em Roma, Itália, em 12 de fevereiro de 1997. Admitido à Ordem do Mérito Militar em 1993 no grau de Comendador especial pelo presidente Itamar Franco (MDB), Jobim foi promovido em março de 1995 por FHC ao grau de Grande-Oficial.
Em Abril de 2010,  ministro da Defesa, Nelson Jobim, assinou um acordo de cooperação militar com o ministro da Defesa dos Estados Unidos, Robert Gates. prevê troca de tecnologia, cooperação e treinamento entre as forças Armadas dos dois países. Foi o primeiro acordo militar entre Brasil e Estados Unidos em 33 anos.

## Supremo Tribunal Federal

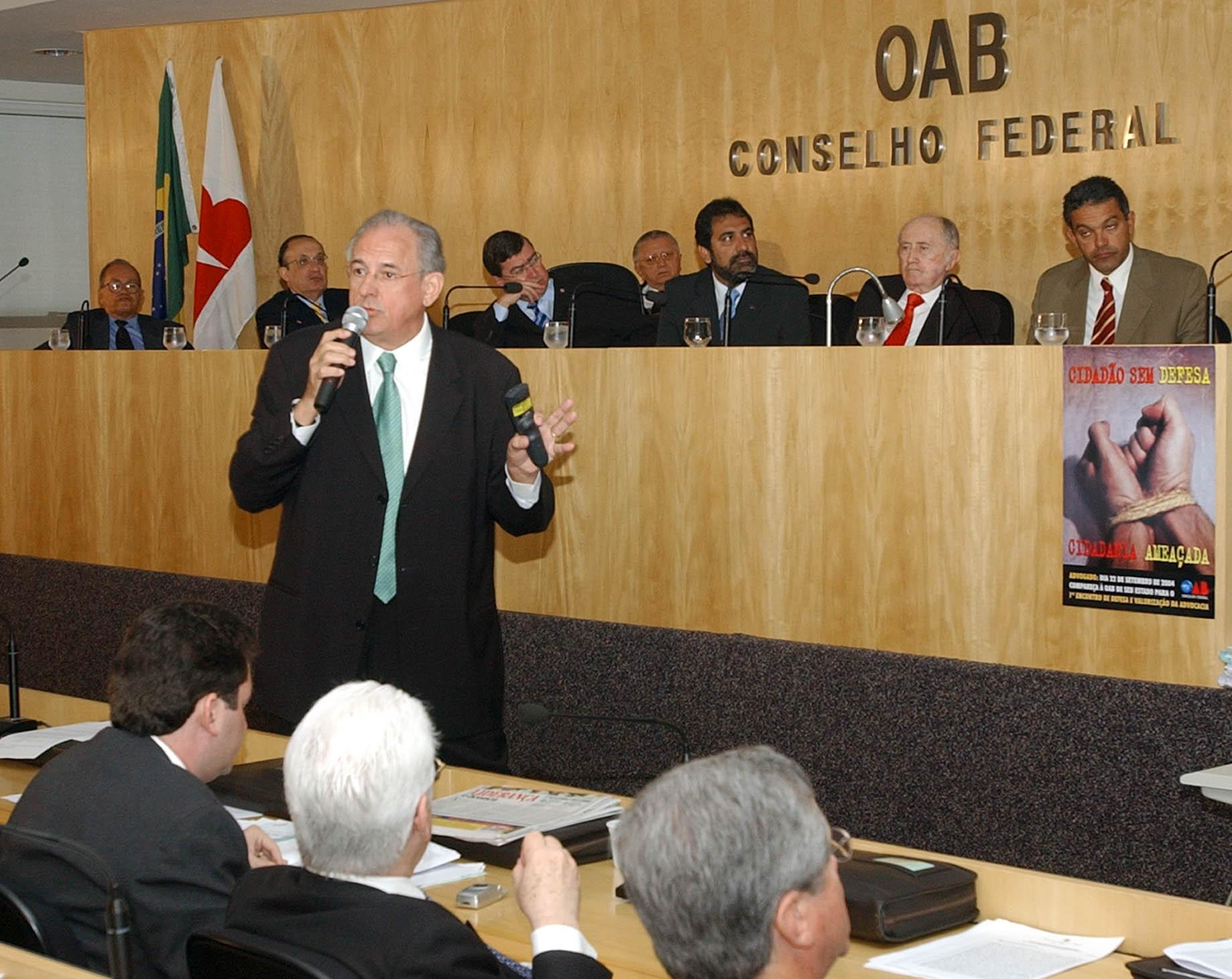
Jobim, enquanto presidente do STF, participa de sessão plenária no Conselho Federal da Ordem dos Advogados do Brasil, setembro de 2004.

Foi nomeado ministro do Supremo Tribunal Federal, por decreto de 7 de abril de 1997 do presidente Fernando Henrique Cardoso, na vaga decorrente da aposentadoria do ministro Francisco Rezek, havendo tomado posse em 15 de abril de 1997. Escolhido pelo Supremo Tribunal Federal, integrou o Tribunal Superior Eleitoral como Juiz Substituto (1º de julho de 1997 a 8 de fevereiro de 1999), passando a efetivo em 9 de fevereiro de 1999. Em 6 de março de 2001, tomou posse no cargo de vice-presidente e, em 11 de junho seguinte, como presidente do Tribunal, escolhido por seus pares. Presidiu o processo eleitoral de outubro de 2002, no qual foram eleitos o presidente e vice-presidente da República, governadores de estados, deputados federais estaduais e do Distrito Federal e renovados dois terços da composição do Senado Federal. Em sessão plenária de 9 de abril de 2003, foi eleito Vice-Presidente do Supremo Tribunal Federal, tomando posse no cargo a 5 de junho seguinte. Em sessão de 19 de maio de 2004, foi eleito presidente do Supremo Tribunal Federal. Assumiu a Presidência do Tribunal em sessão solene realizada em 3 de junho de 2004. Aposentou-se do Supremo Tribunal Federal do Brasil voluntariamente em 29 de março de 2006, pouco antes do término de seu mandato de presidente da Corte. Em 7 de dezembro de 2009, foi agraciado com a Grã-Cruz da Ordem do Ipiranga pelo Governo do Estado de São Paulo, na pessoa do então governador José Serra (PSDB).

## Ministério da Defesa

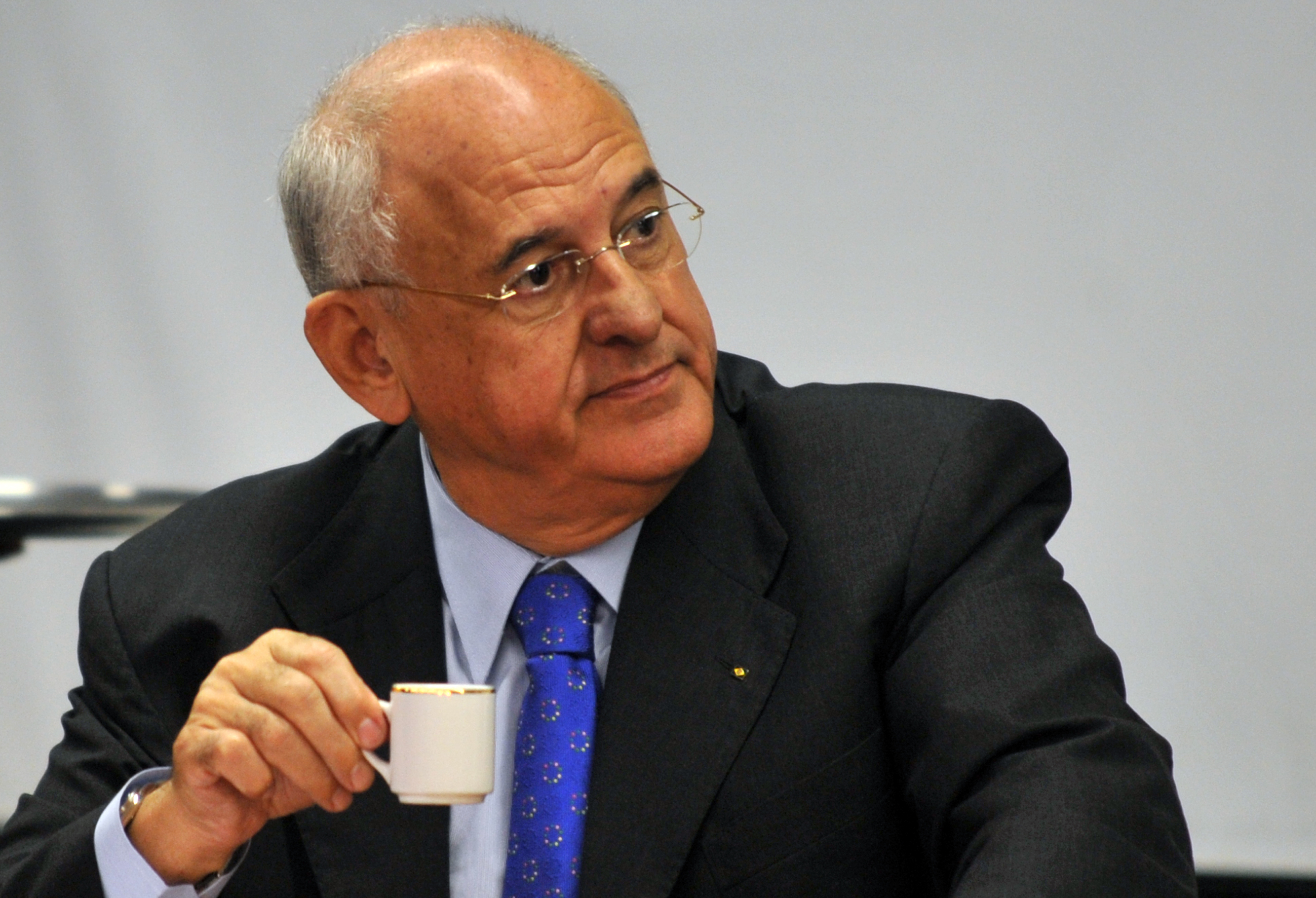
Jobim participando de Comissão Especial sobre a Reforma Política, na Câmara dos Deputados, 5 de maio de 2011.

Depois de um pouco mais de um ano após se aposentar do STF, Jobim foi nomeado, pelo Presidente da República Luiz Inácio Lula da Silva (PT), para exercer o cargo de Ministro de Estado da Defesa, pelo decreto de 25 de julho de 2007. A pasta passava por um momento conturbado com a crise no setor aéreo, já que, em menos de um ano, dois acidentes aéreos haviam matado mais de 350 pessoas em Mato Grosso e São Paulo. Nelson Jobim aceitou o convite para assumir a pasta e iniciou o seu trabalho apenas uma semana após o segundo acidente, no aeroporto de Congonhas.
Ficou à frente do ministério até 2011, no governo Dilma Rousseff (PT), quando foi substituído no cargo de ministro da Defesa pelo ex-chanceler Celso Amorim, ministro das Relações Exteriores durante os oito anos do governo anterior.

## BTG Pactual
Desde julho de 2016, faz parte do Conselho de Administração do banco BTG Pactual, como sócio e membro. Em abril de 2018, assumiu como presidente do Conselho de Administração do banco, permanecendo no cargo até abril de 2022. Jobim continuou fazendo parte do Conselho de Administração e sendo o responsável pelas Relações Institucionais e Políticas de compliance do BTG.
Ao anunciar a entrada do ex-ministro no Conselho, o chairman à época, Pérsio Arida, afirmou: “A vinda do Ministro Nelson Jobim é mais um importante passo em direção ao aprimoramento da gestão do BTG Pactual. Sua notável trajetória, experiência e conhecimento contribuirão para aperfeiçoar ainda mais a governança do banco”.

## Vida pessoal
Foi casado com Edmea Kruel Jobim, com quem teve três filhos. Posteriormente, casou-se com a advogada Adrienne Nelson de Senna.
Na eleição presidencial de 2022, declarou voto para presidência na candidatura do ex-presidente Lula.